# Raspailiinae
Raspailiinae is een onderfamilie van sponsdieren uit de klasse van de Demospongiae (gewone sponzen). 

## Geslachten
- Acantheurypon Topsent, 1927
- Aulospongus Norman, 1878
- Ectyoplasia Topsent, 1931
- Endectyon Topsent, 1920
- Eurypon Gray, 1867
- Hymeraphia Bowerbank, 1864
- Raspaciona Topsent, 1936
- Raspailia Nardo, 1833
- Rhabdeurypon Vacelet, 1969
- Sollasella Lendenfeld, 1888
- Trachostylea Topsent, 1928